# Black Mirror III
Black Mirror III – komputerowa gra przygodowa utrzymana w mrocznej, thrillerowskiej atmosferze. Gra jest kontynuacją Black Mirror II z 2010 roku.
Gra została zrealizowana w klasycznym stylu 2,5D. Podobnie jak w pierwszej i drugiej części gry, zrezygnowano z elementów zręcznościowych przy rozwiązywaniu zagadek.
Gracz wciela się w postać Darrena Michaelsa, znanego z drugiej części gry. Akcja rozgrywa się w trzy tygodnie po wydarzeniach kończących fabułę Black Mirror II. Jako Darren, bardziej znany już jako Adrian Gordon, gracz stara się odkryć tajemnice zamku Black Mirror. Całość akcji rozgrywa się w miasteczku Willow Creek. W grze można spotkać postaci znane z pierwszej i drugiej części.